# Довбешко Галина Іванівна
Галина Іванівна Довбешко (нар. 28 вересня 1951, Тернопіль) — українська науковиця-біофізик. Доктор фізико-математичних наук (2009), професор (2012). Дослідниця біологічних молекул та їх властивостей, ефектів їх візуалізації на наноструктурованих поверхнях, розробниця методики підсиленої поверхнею інфрачервоної спектроскопії (SEIRA).
Понад 25 років — наукова співробітниця Інституту фізики НАН України (1997—т. ч.), з яких 10 років — виконувачка обов'язків завідувача відділу фізики біологічних систем. Авторка майже 300 наукових робіт.

## Життєпис
Народилась 28 вересня 1951-го року у місті Тернопіль.
У 1973-му році закінчила Київський державний університет імені Тараса Шевченка. Відтоді ж — інженер заводу «Арсенал».
З 1981-го року — завідувачка лабораторії Міністерства кольорової металургії СРСР. У 1985-му році здобула науковий ступінь кандидата фізико-математичних наук, захистивши дисертацію на тему «Исследование внешних воздействий на структуру и свойства тонких пленок ZnO методом ИК-спектроскопии».
З 1986-го року — старша наукова співробітниця Міжгалузевого науково-інженерного центру з фізики живого та мікрохвильової резонансної терапії «Відгук». З 1995-го по 1997-й роки викладала у своїй alma mater — КНУ імені Тараса Шевченка.
З 1997-го року — старша наукова співробітниця відділу фізики біологічних систем Інституту фізики НАН України. Під час роботи в інституті досліджує, зокрема, біологічні молекули та їх властивості, ефекти їх візуалізації на наноструктурованих поверхнях, розробила та застосувала методику підсиленої поверхнею інфрачервоної спектроскопії (SEIRA). Сформулювала спектроскопічні ознаки РНК та ДНК з пухлинних тканин.
Паралельно, з 2001-го року — педагог Національного університету «Києво-Могилянська академія», де викладала курс «Експериментальні методи в біофізиці».
У 2009-му році здобула науковий ступінь доктора фізико-математичних наук, захистивши дисертацію на тему «Молекулярні механізми взаємодії біомолекул з наноструктурами, лігандами та малими дозами мікрохвильового та радіаційного випромінювання».
З того ж року — провідна наукова співробітниця інституту. У 2012-му році затверджена у вченому званні професора. Через рік розпочала виконувати обов'язки завідувача відділу фізики біологічних систем. На цій посаді продовжила наукові дослідження, започатковані своїм попередником, професором Валерієм Харкяненом.
Авторка майже 300 наукових робіт. Керівниця та учасниця великої кількості науково-дослідних проєктів інституту. Нагороджена медаллю «У пам'ять 1500-річчя Києва».
Наприкінці 2023-го року залишила посаду виконувачки обов'язків завідувача відділу фізики біологічних систем, продовжує роботу в інституті, як головна наукова співробітниця.

## Науковий доробок (частковий)
- The use of surface polariton spectroscopy for the study of thin crystalline layers with different ordering degree / G. I. Dovbeshko et al.; Journal of Molecular Structure, Volume 114, 1984, Pages 305—308
- «Исследование внешних воздействий на структуру и свойства тонких пленок ZnO методом ИК-спектроскопии»: диссертация кандидата физико-математических наук : 01.04.07. — Киев, 1985. — 158 с. : ил.
- «Коливальні спектри кристалічного β-аланіну у ближній і дальній інфрачервоній області» / Л. І. Бережинський, Г. І. Довбешко, М. П. Лисиця, Г. С. Литвинов, Біологія, 1991
- Modelling and calculation of infrared spectra of complex biological molecules / Belokur Ye.L., Dovbeshko G.I., Litvinov G.S. // J. Mol. Structure. — 1992. — Vol. 267. — P. 61-66. 2.
- «Резонансный отклик колебательных переходов в кристаллах аминокислот на воздействие миллиметрового излучения» / Е. А. Андреев, Л. И. Бережинский, Г. И. Довбешко, М. П. Лисица, Г. С. Литвинов // Биополимеры и клетка. — 1992. — Т. 8, № 1. — С. 43-46.
- «Bизyaлизaция дeйcтвия миллиметрового излучения на плазму крови» / Бережинский Л. И., Гpидина Н. Я., Довбешко Г. И., Лисица М. П., Литвинов Г. С. // Биофизика. — 1993. — Vol.38, № 2. — С.378-384.
- «Перестройки в поляризованных колебательных спектрах глицинсодержащих кристаллов под действием миллиметрового излучения» / Бережинский Л. И., Довбешко Г. И., Литвинов Г. С., Обуховский В. В., Яновская Н. Б. // Оптика и спектроскопия. -1993. — Vol.75, № 3. — P.628 — 636.
- Low-frequency vibrational spectra of some amino acids/ Dovbeshko G.I., Berezhinsky L.I. // J. Mol. Structure. — 1998. — Vol.450, — P.121-128.
- Vibrational spectra of crystalline b-Ala / Dovbeshko G.I., Berezhinsky L.I., Lisitsa M.P., Litvinov G.S. // Spectrochimica Acta A. — 1998. — Vol.54. — P.349-358.
- «Исследование структурных повреждений в молекулах ДНК из гамма-облучённых крыс» / Круглова Е. Б., Довбешко Г. И., Крутько Н. А., Пащук Е. П., Карпенко Н. А., Алесина М. Ю., Красницкая А. А. // Вісник Харківського Університету. Біофізичний Вісник. — 1999. — Т. 450, № 4. — С. 92 — 95.
- "Особливості інфрачервоних спектрів нуклеїнових кислот з пухлинних ткани"н / Довбешко Г. І., Гридіна Н. Я. // Вісник Харківського Університету. Біофізичний Вісник. — 1999. — Т. 450, № 4. — С. 85 — 87.
- FTIR spectroscopy studies of nucleic acid damage / Dovbeshko G.I., Gridina N.Ya., Kruglova E.B., Paschuk O.P. // Talanta. — 2000. — Vol. 53. — P. 233—246.
- Electron and vibrational spectra of b-ala single crystal: new data from ESCA, Raman and FTIR spectroscopy / Dovbeshko G.I., Berezhinsky L.I., Talik E., Woznjak R., Zawada K., Bukovska I. // Functional materials. — 2000. — Vol. 7, № 4. — P.722-725
- FTIR spectroscopy studies of DNA from low-dose irradiated tissue / Dovbeshko G.I., Kruglova E.B., Repnytska O.P., Alesina M., Karpenko N.Ya., Mysnyk A., Novoselets M. // Biophysical Bulletin. Visnyk Kharkivskogo universytetu. — 2000. — Vol. 497, № 2(7). — P. 65-73.
- Microwave-induced optical non-lineary of amino acid crystals / Berezhinsky L.I., Dovbeshko G.I., Obukhovsky V.V. // Semiconductor Physics, Quantum Electronics and Optoelectronics. — 2001. — Vol. 4, № 4. — P. 331—336.
- «О диэлектрической проницаемости b-аланина в миллиметровом диапазоне» / Макеев Ю. Г., Моторненко А. П., Ермак Г. П., Довбешко Г. И. // Вісник Харківського національного університету. Біофізичний бюлетень. — 2001. — Vol. № 528, № 2(9). — С. 100—102.
- Surface plasmon resonance of adsorbed molecules of proteins under microwave fields / Berezhinsky L.I., Dovbeshko G.I., Chegel V.I., Shirshov Yu.M., Melnichuk A., // Semiconductor Physics, Quantum Electronics and Optoelectronics. — 2001. — Vol. 4, N4. — P. 333—336.
- Surface enhanced infrared absorption of nucleic acids on gold substrate / Dovbeshko G.I., Chegel V.I., Gridina N.Ya., Repnytska O.P., Shirshov Y.M., Tryndiak V.P., Todor I.M. // Semiconductor Physics, Quantum Electronics and Optoelectronics. — 2001. — Vol. 4, № 3. — P. 202—206.
- The possible role of biffurcated hydrogen bonds in formation of low- frequency spectra of amino acids / Berezhynskiy L.Y., Dovbeshko G.I., Sekirin I.V., Repnytska O.P. // Ukrainian Physical Journal. — 2001. -V 46, № 5-6. -P. 541—545.
- Surface enhanced infrared absorption of nucleic acids from tumour cells: an FTIR reflectance study / Dovbeshko G.I., Chegel V.I., Gridina N.Ya., Repnytska O.P., Shirshov Y.M., Tryndiak V.P., Todor I.M., Solyanik G.I. // Biospectroscopy, USA. — 2002. — Vol. 67. — P. 470—486.
- FTIR reflectance and UV-VIS study of two-water-colloidal solution of C60 fullerene / Andrievsky G.V., Bordyuh A., Dovbeshko G.I., Klochkov V.K. // Chemical Physics Letters. — 2002. — Vol. 364. — P. 8–17.
- Comparative analysis of two aqueous-colloidal solutions of C60 fullerene with help of FTIR reflectance and UV–Vis spectroscopy / G. V. Andrievsky, V. K. Klochkov, A. B. Bordyuh, G. I. Dovbeshko; Chemical Physics Letters, 2002, Vol. 364, № 1-2, p. 8-17
- The SEIRA spectroscopy data of nucleic acids and phospholipids from sensitive- and drug-resistant rat tumours / Chekhun V. F., Solyanik G. I., Kulik G.I., Tryndiak V.P., Todor I.N., Dovbeshko G.I., Repnytska O.P. // Journal of Experimental Clinical Cancer Research. — 2002. — Vol.21, № 4. — P. 599—607.
- Interaction of nucleic acids and lipids from tumour cells with anticancer drugs: an SEIRA spectroscopy data / Dovbeshko G.I., Repnytska O.P., Tryndyak V.P., Todor I.M., Solyanik G.I., Chehun V.F. // Frontiers of Multifunctional Nanosystems, Eds.: E.Buzaneva, P.Scharff., Amsterdam: Kluwer Academic Publishers. — 2002. — P. 265—280.
- Structure transition in lipids and nucleic acids of tumour cells under anti-cancer drugs application / Dovbeshko G.I., Repnytska O.P., Tryndiak V.P., Todor I.M. // Proceedings of SPIE. — 2003. — Vol. 5257. — P. 320—328.
- DNA interaction with single-walled carbon nanotubes: a SEIRA study / Dovbeshko G.I., Repnytska O.P., Obraztsova E.D., Shtogun Y.V. // Chemical Physics Letters. — 2003. — Vol. 372. — P. 432—437.
- Study of DNA interaction with carbon nanotubes / Dovbeshko G.I., Repnytska O. P., Obraztsova E. D., Shtogun Y.V., Andreev E.O. // Semiconductor Physics, Quantum Electronics and Optoelectronics. — 2003. — V. 6, № 1. — P. 105—108.
- Role of low-frequency modes in the formation of dielectric function of b-alanine molecular crystal / Dovbeshko G.I., Grydyakina O.V., Romanyuk V.R. // Ukrainian Journal of Physical Optics. — 2003. — Vol. 4, N1. — P. 27–37.
- Structural organisation of nucleic acids from tumour cells / Repnytska O.P., Dovbeshko G.I., Tryndiak V.P., Todor I.M. and Kosenkov D.V. // Faraday Discuss. — 2004. — Vol. 126. — P. 61 — 76.
- Vibrational spectroscopy and principal component analysis for conformational study of virus nucleic acids / Dovbeshko G.I., Repnytska O., Pererva T., Miruta A., Kosenkov D. // Proceedings of SPIE. — 2004. — Vol. 5507. — P. 309—316.
- Biological molecule conformations probed and enhanced by metal and carbon nanostructures: SEIRA, AFM and SPR data / Dovbeshko G., Chegel V.I., Paschuk O.P., Shirshov Yu.M, Nazarova A., Kosenkov D., Fesenko O. // Frontiers of Multifunctional Integrated Nanosystems; eds.: E. Buzaneva, P. Scharff. — Kluwer Academic Publishers, 2004. — P. 447—466.
- «Спектроскопічні дослідження взаємодії ДНК з флуореновими барвниками» / Пржонська В., Бондар М. В., Довбешко Г. І., Репницька О. П., Триндяк В. П., Тодор І. М., Белфілд К. Д. // Укр. фіз. журнал. — 2004. — T.49, № 7. — C. 636—647.
- Gold and Colloidal Gold Surface Influence on DNA Conformational Changes / Dovbeshko G.I., Gnatyuk O.P., Chegel V.I., Shirshov Y.M., Kosenkov D.V., Andreev E.A., Tajmir-Riahi H.A., Litvin P. // Semiconductor Physics, Quantum Electronics & Optoelectronics. — 2004. — Vol. 7, № 3. — P. 318—325.
- Synthesis of carbon nanotubes from chlorine-containing precursor and their properties / Brichka S.Ya., Prikhod'ko G.P., Sementsov Yu.I., Brichka A.V., Paschuk O.P., Dovbeshko G.I. // Carbon. — 2004. — Vol. 42. — P. 2581—2587.
- The enhancement of optical processes near rough surface of metals / Dovbeshko G.I., Fesenko O.M., Shirshov Yu.M., Chegel V.I. // Semiconductor, Quantum Electronics and Optoelectronics. — 2004. — Vol. 7, № 4. — P. 411—424.
- Vibrational spectra of carbonaceous materials: a SEIRA spectroscopy versus FTIR and Raman / Dovbeshko G.I., Gnatyuk O.P., Nazarova A.A., Sementsov Yu.I., Obraztsova E.D. // Fullerenes, Nanotubes and carbon nanostructures. — 2005. — Vol. 13, № 1. — P. 393—400.
- Effect of nanostructured gold surface on the SEIRA spectra of nucleic acid, Albumin, a-Glycine and Guanine / Dovbeshko G., Fesenko O., Chegel V., Shirshov Yu., Kosenkov D., Nazarova A. // Asian Chemistry Letter. — 2006. — Vol. 10, № 1 — 2. — P. 33 — 44.
- «Реактивність одностінних вуглецевих нанотрубок при взаємодії з біологічними макромолекулами — ДНК і білками» / Г. І. Довбешко, О. Д. Образцова, О. М. Фесенко, К. І. Яковкін // Сенсор. електрон. і мікросистем. технології. — 2006. — № 1. — С. 36-46.
- Effect of nanostructured metal surface on SEIRA spectra of albumin and nucleic acids / Dovbeshko G., Fesenko O., Nazarova A. // Journal of Physical Studies. — 2006. — Vol. 10, № 2. — P. 127—134.
- Adsorption of Adenine and Thymine and Their Radicals on Single-Wall Carbon Nanotubes / Shtogun Ya.V., Woods L. M., Dovbeshko G.I.// J. Phys. Chem. C. — 2007. — Vol. 111. — P. 18174-18181.
- «Модифікаційні властивості алкалоїдів Conium maculatum D6 (Weleda)» / М. А. Заболотний, О. І. Момот, М. П. Куліш, О. П. Дмитренко, Н. В. Башмакова, Г. І. Довбешко, О. П. Гнатюк, Г. І. Соляник, Л. М. Кіркілевська, П. Шарф // Фітотерапія. — 2011. — № 4. — С. 50-55.
- «Модификация свойств алкалоидов препарата Conium фуллеренами С60» / М. А. Заболотный, А. И. Момот, Г. И. Довбешко, Е. П. Гнатюк, Г. И. Соляник, Л. Н. Киркилевская, О. П. Дмитренко, Н. П. Кулиш, Е. В. Фузик, М. О. Кузьменко; Наносистеми, наноматеріали, нанотехнології, 2012, т. 10, № 3, сс. 553—568
- «Модификация структуры алкалоидов препарата СONIUM фуллеренами С60» / М. А. Заболотный, А. И. Момот, Г. И. Довбешко, Е. П. Гнатюк, Г. И. Соляник, О. П. Дмитренко, Н. П. Кулиш, К. В. Федина // Український фізичний журнал. — 2012. — Т. 57, № 7. — С. 740—747.
- «Новые подложки, усиливающие сигналы фотолюминесценции, для формирования изображений биологических объектов» / Г. И. Довбешко, Е. М. Фесенко, В. В. Бойко, В. Ф. Горчев, С. О. Карахин, Н. Я. Гридина, В. С. Горелик, В. Н. Моисеенко // Український фізичний журнал. — 2012. — Т. 57, № 7. — С. 732—739.
- «Фотолюминесценция ароматических соединений при возбуждении ультрафиолетовым светодиодом» / Бойко В. В., Горелик В. С., Довбешко Г. И., Пятышев А. Ю. Инженерный журнал: наука и инновации, #8(20)/2013
- «Гетерокоагуляция модифицированных полисахаридами и функционализированных фолатами наночастиц платины с раковыми клетками» / В. Р. Эстрела-Льопис, А. В. Чевычалова, Е. М. Фесенко, Г. И. Довбешко, П. М. Литвин // Наносистеми, наноматеріали, нанотехнології. — 2013. — Т. 11, Вип. 4. — С. 741—755.
- «Нові інтеркаляційно модифіковані структури природних мінералів для високоефективного Li±катіонного генерування електричної енергії» / І. І. Григорчак, Р. Я. Швець, Т. М. Біщанюк, В. І. Балук, А. С. Курепа, Ю. О. Кулик, Ю. І. Семенцов, Г. І. Довбешко // Восточно-Европейский журнал передовых технологий. — 2014. — № 4(5). — С. 56-65.
- «Вплив молекулярного оточення на властивості алкалої-дів протипухлинного препарату Коніум» / М. А. Заболотний, Н. А. Полуян, Г. І. Довбешко, Ю. М. Кондрацький, М. П. Куліш, А. І. Момот, О. П. Дмитренко // Наносистеми, наноматеріали, нанотехнології. — 2014. — Т. 12, Вип. 4. — С. 651—664.
- «Электрохимический синтез композиционных материалов на основе наноразмерных порошков карбидов вольфрама из солевых расплавов» / И. А. Новосёлова, Е. П. Наконешная, Н. А. Карпушин, В. Н. Быков, Г. И. Довбешко, А. Д. Рындер // Металлофизика и новейшие технологии. — 2014. — Т. 36, № 4. — С. 491—508.
- «Синтез графеноподобных материалов для электродов химических источников тока» / Данилов, М. О., Слободянюк, И. А., Русецкий, И. А., Довбешко, Г. И., Колбасов, Г. Я. Украинский химический журнал, 2015, (81,№ 5), 41-46.
- «Комбінаційне розсіювання світла в процесі індукованої оловом кристалізації аморфного кремнію» / Неймаш, В. Б., Довбешко, Г. І., Шепелявий, П. Є., Данько, В. А., Мельник, В. В., Ісаєв, М. В., Кузьмич, A. Г. Український фізичний журнал, 2016, (61,№ 2), 149—155.
- «Теоретичне обґрунтування ефективності застосування біополімерів при експериментальній черепно-мозковій травмі (огляд літератури та власні результати)» / А. Б. Пантелейчук, М. В. Каджая, А. А. Шмельова, Т. А. Малишева, О. П. Гнатюк, Г. І. Довбешко // Ukrainian neurosurgical journal. — 2019. — Т. 25, № 4. — С. 64-71.
- «Композитна хітозан/поліетиленоксидна плівка для пластики твердої мозкової оболони на моделі черепно-мозкової травми у щурів» / А. Б. Пантелейчук, М. В. Каджая, В. В. Білошицький, А. А. Шмельова, Т. І. Петрів, О. П. Гнатюк, Г. І. Довбешко, Р. Б. Козакевич, В. А. Тьортих // Клітинна та органна трансплантологія. — 2020. — Т. 8, № 1. — С. 20-25.
- «Пам'яті Дмитра Миколайовича Говоруна» / Г. І. Довбешко // Біофізичний вісник. — 2021. — Вип. 45. — С. 46–47.
- «Вплив опромінення фізіологічного розчину високоенергетичними електронами на фізико-хімічні властивості та цитотоксичну активність доксорубіцину» / М. А. Заболотний, Л. І. Асламова, Г. І. Довбешко, О. П. Гнатюк, В. Б. Неймаш, В. Ю. Поварчук, В. Е. Орел, Д. Л. Колесник, Л. М. Кіркілевська, Г. І. Соляник // Ядерна фізика та енергетика. — 2022. — Т. 23, № 2. — С. 131—139.
- «Спектроскопічні маркери біологічних молекул та їх застосування в біотехнологіях та медицині: стан і перспективи (стенограма доповіді на засіданні Президії НАН України 31 травня 2023 р.)» / Г. І. Довбешко // Вісник Національної академії наук України. — 2023. — № 8. — С. 69-73.